# Commission des accidents du travail
La Commission des accidents du travail (CAT) est un ancien organisme gouvernemental québécois créé en 1928 afin d'administrer les dispositions de la Loi des accidents du travail, 1928.
La CAT a été abolie en  1979 lors de la création de la Commission de la santé et de la sécurité du travail (CSST). Ses activités sont depuis 2016 du ressort de la CNESST.

## Historique
La CAT est officiellement créé le 9 juin 1928 lorsque sa loi constitutive entre en vigueur et commence ses opérations le 1er septembre 1928, au moment de l'entrée en vigueur de la Loi des accidents du travail, 1928 qui remplace les lois précédentes. 
À sa création la commission est du ressort du ministre des Travaux publics et du Travail.